# يوسف قصير
يوسف قصير (مواليد 27 ديسمبر 1983) هو ممثل كوميدي وصانع محتوى ومقدم برامج مغربي، وهو شغوف بالكتابة والتفسير والكوميديا وإنشاء المحتوى باللغات العربية والفرنسية والإنجليزية، أثناء أدائه، يسلط الضوء على الأخبار الجارية والمشكلات البيئية.

## حياته
ولد يوسف قصير في 27 ديسمبر 1983 في مدينة الدار البيضاء، حاصل على شهادة في إدارة الأعمال من جامعة الأخوين عام 2003، وكان رئيس نادي الدراما بالجامعة، وبعد فترة وجيزة من تخرجه، عمل في الدار البيضاء كمدير تسويق في شركة ياماها للدراجات النارية. أمضى ثلاث سنوات في العمل في مجال الاتصالات والتسويق. ثم قرر الانتقال إلى المسار الفني، وشارك في التمثيل الكوميدي حتى فاز بالجائزة الأولى لأفضل ممثل كوميدي بنسختها الثانية التي أقيمت في الدار البيضاء عام 2007. وفي عام 2011، دعاه حسن الفد للغناء في افتتاح مهرجان مراكش للضحك. وفي مقابلة في عام 2017، ذكر أن العديد من فناني الكوميديا هم مصدر إلهام له أمثال ديف شبيل وريتشارد بريور وكريس روك. يشغل حاليًا منصب مدير منصة JOOJ Media، وهي منصة وسائط اجتماعية مغربية على الإنستغرام.

## مهرجان مراكش للضحك
ظهر في العديد من نسخ مهرجان مراكش للضحك، هو مهرجان دولي للفكاهة يقام في قصر البديع كل عام.
| مهرجان مراكش للضحك | سنة  | تفاصيل                         |
| ------------------ | ---- | ------------------------------ |
| النسخة الأولى      | 2011 | أول ظهور - فاز بالجائزة الأولى |
| النسخة الثانية     | 2012 | بدعوة من حسن الفد.             |
| النسخة الثالثة     | 2013 | [ 10 ]                         |
| النسخة الرابع      | 2014 | [ 11 ]                         |
| النسخة الخامسة     | 2015 | فاز بجائزة "scène ouvertes"    |

## البرامج

### راديو
- صباح يوسف قصير مع راديو القناة المغربية الثانية، 2019.[13][14]

### تلفاز
- مقدم البرنامج التلفزيوني "Multiplayer " على القناة الثانية بالتعاون مع إنوي، 2020.[15]

## روابط خارجية
- يوسف قصير على موقع IMDb (الإنجليزية)
- يوسف قصير على موقع قاعدة بيانات الأفلام العربية